# Mbabane Swallows F.C.
Câu lạc bộ bóng đá Mbabane Swallows là một câu lạc bộ bóng đá Eswatini có trụ sở ở Mbabane. Câu lạc bộ được thành lập năm 1948.

## Thành tích
- Giải bóng đá ngoại hạng Eswatini: 7

1993, 2005, 2009, 2012, 2013, 2017, 2018.
- Swazi FA Cup: 4

1986, 2006, 2013, 2016.
- Cúp Từ thiện Swazi: 6

1993, 1999, 2004, 2014, 2017, 2018
- Swazi League Cup: 6

1997, 1999, 2007, 2016, 2017, 2018
- Swazi top 8 Cup:

2013,2015,2016
- PLS Ultimate Cup:1

2012
- King Mswati III Cup:1

2015
- Mbabane Mayoral Cup (Town Century celebration):1

2002

## Thành tích ở các giải đấu CAF
- CAF Champions League: 6 lần

1998 – Vòng Sơ loại
2006 – Vòng Sơ loại
2010 – Vòng Sơ loại
2014 – Vòng Sơ loại
2015 – Vòng Sơ loại
2018 – Vòng bảng
- African Cup of Champions Clubs: 1 lần

1994 – Vòng Sơ loại
- CAF Cup: 1 lần

1995 – Vòng Một
- CAF Cup Winners' Cup: 1 lần

1987 – Vòng Sơ loại

### Thành tích tại các giải đấu châu Phi
| Năm  | Giải đấu                       | Vòng    | Đối thủ                     | Lượt đi | Lượt về | Chung cuộc |
| ---- | ------------------------------ | ------- | --------------------------- | ------- | ------- | ---------- |
| 1987 | African Cup Winners' Cup       | PR      | Royal Lesotho Defence Force | 1–1     | 1–1     | 2–2        |
| 1994 | African Cup of Champions Clubs | PR      | JS Saint-Pierroise          | 4–0     | 2–2     | 6–2        |
| 1995 | CAF Cup                        | 1R      | Malindi FC                  | 0–1     | 2–0     | 0–3        |
| 1998 | CAF Champions League           | PR      | Royal Lesotho Defence Force | 1–4     | 0–2     | 1–6        |
| 2006 | CAF Champions League           | PR      | Orlando Pirates             | 0–5     | 2–2     | 2–7        |
| 2010 | CAF Champions League           | PR      | Supersport United           | 1–3     | 2–2     | 3–5        |
| 2014 | CAF Champions League           | PR      | Nkana                       | 2–0     | 5–2     | 4–5        |
| 2015 | CAF Champions League           | PR      | ZESCO United                | 1–1     | 1–0     | 1–2        |
| 2018 | CAF Champions League           | PR      | Bantu                       | 1–3     | 2–4     | 5–5        |
| 2018 | CAF Champions League           | 1R      | Zanaco                      | 2–1     | 0–1     | 3–1        |
| 2018 | CAF Champions League           | Group D | ZESCO United                |         | 1–1     | TBD        |
| 2018 | CAF Champions League           | Group D | 1º de Agosto                | 1–0     |         | TBD        |
| 2018 | CAF Champions League           | Group D | Étoile du Sahel             |         |         | TBD        |

## Đội hình
Tính đến ngày 1 tháng 5 năm 2018 

Ghi chú: Quốc kỳ chỉ đội tuyển quốc gia được xác định rõ trong điều lệ tư cách FIFA. Các cầu thủ có thể giữ hơn một quốc tịch ngoài FIFA.
| Số | VT | Quốc gia         | Cầu thủ                    |
| -- | -- | ---------------- | -------------------------- |
| 30 | TM | Eswatini         | Sandile Ginindza           |
| 1  | TM | Eswatini         | Sandanezwe Mathabela       |
| 6  | HV | Eswatini         | Palma Mandla               |
| 20 | HV | Eswatini         | Sanele Mkhweli             |
| 13 | HV | Zimbabwe         | Stanley Umukoro            |
| 4  | HV | Eswatini         | Joseph Ndaba               |
| 12 | HV | Eswatini         | Sifiso Mabila              |
| 8  | TV | Eswatini         | Sizolwethu Shabalala       |
| 7  | TV | Eswatini         | Felix Badenhorst           |
| 10 | TV | Eswatini         | Wonder Nhleko              |
| 5  | TV | Eswatini         | Richard McCreesh           |
| 18 | TV | Ghana            | Richard Sewe               |
| 11 | TV | Eswatini         | Banele Sikhondze           |
| 17 | TV | Eswatini         | Tony Tsabedze (Đội trưởng) |
| 14 | TĐ | Eswatini         | Sabelo Ndzinisa            |
| 19 | TĐ | Eswatini         | Sandile Hlatjwako          |
| 3  | TĐ | Eswatini         | Simanga Shongwe            |
| 9  | TĐ | Nigeria          | Daniel Atakorah            |
| 22 | HV | Cộng hòa Nam Phi | Sphamandla Mathenjwa       |

## Nhân viên
Quản lý
Chủ tịch:
- Victor Gamedze (The late-2018)

CEO:
- Sibusiso Manana (The late-2017) [4]

Quản lý chung:
- Sandile Zwane[5]

Thể thao
Huấn luyện viên trưởng:
- N/A

Trợ lý huấn luyện viên:
- Siyabonga Bhembe[6]

## Huấn luyện viên nổi bật
- Walter Rautmann
- Alou Badara
- Jani Simulambo[7]
- Nyanga ‘Crooks’ Hlophe (2013)
- Chris Tembo (2014)[2]
- Siyabonga Bhembe[8]

## Huy hiệu

Old crestOld crest
Present crestPresent crest

## Cựu cầu thủ nổi bật
Tất cả các cầu thủ thi đấu cho câu lạc bộ khi đang nằm trong đội tuyển quốc gia.
| - Jocial Chakunte - Thibault Tchicaya - Demba Senyang - Sumalia John Uyin - Ifeanyi Ezewudo - Olayeni Fashina - Jimoh Moses - Thabiso Maharala - Kingsley Ncongo | - Mfanafuthi Taribo Bhembe - Musa Dlamini - Dennis Fakudze - Menzi Gamedze - Sipho Gumbi - Manqoba Kunene - Sifiso Mabila - Mzwandile Mamba - Sifiso Maseko - Civil Matsebula - Wandile Mazibuko - Sandile Mdlovu - Sidell Mgonodi - Sandile Humphrey Motsa - Mfanufikile Ndzimande | - Mlungisi Ngubane - Bongiswa Nhlabatsi - Gcina Joe Simelane - Bright Zondo - Ephraim Mazarura - Stanford Ncube |